# أسل مغروي
أسل مغروي (الاسم العلمي: Juncus ochraceus) نوع نباتي يتبع جنس الأسل وينتمي إلى الفصيلة الأسلية.